# Renzo Torelli
Renzo Clemente Torelli (Pegognaga, 8 febbraio 1933 – Milano, 20 marzo 1996) è stato un arbitro di calcio italiano.

## Carriera
Iscritto alla sezione milanese dell'A.I.A. anche se mantovano di nascita, entra rei ruoli CAN-C nel 1961 e dirige la Serie C fino al 1966.
In Serie B esordisce a Trani il 12 settembre 1965 arbitrando Trani-Verona (0-0). 
Nella stagione successiva esordisce in Serie A arbitrando a Vicenza il 2 ottobre 1966 nella terza giornata di campionato, l'incontro L.R. Vicenza-Foggia (3-1). 
in Serie B arbitra 73 incontri in nove stagioni. in Serie A dirige 51 partite in otto stagioni, l'ultima delle quali a Torino il 21 aprile 1974 (Juventus-Sampdoria 2-0).